# Walibi Belgium
Walibi Belgium è un parco divertimenti situato nel comune di Wavre, al confine con le frazioni di Limal e Bierges (le cui iniziali Wa, Li e Bi danno origine al nome del parco) in Belgio nella provincia del Brabante Vallone, a 30 km da Bruxelles. Oltre al parco tematico comprende un parco acquatico indoor, Aqualibi, situato a fianco dell'ingresso principale. 
Con 1,4 milioni di visitatori tra parco tematico e acquatico è uno dei parchi più visitati del Belgio. Si tratta inoltre del primo parco della catena che attualmente comprende tre parchi tra Belgio, Francia (Walibi Rhône-Alpes) e Paesi Bassi (Walibi Holland).

## Aree tematiche
- Walibi Boulevard
- Karma World
- Fun World
- Dock World
- Exotic World
- Adventure World
- Loup-Garou Zone

## Attrazioni

### Montagne russe
| Nome          | Altezza max. (in m) | Velocità max. (in km/h) | Lunghezza (in m) | Modello                   | Casa costruttrice | Anno | Area            |
| ------------- | ------------------- | ----------------------- | ---------------- | ------------------------- | ----------------- | ---- | --------------- |
| Turbine       | 45                  | 85,3                    | 220              | Shuttle Loop              | Schwarzkopf       | 1982 | Dock World      |
| Calamity Mine | 14                  | 48,4                    | 785              | Mine Train                | Vekoma            | 1992 | Adventure World |
| Vampire       | 33                  | 80                      | 689              | Suspended Looping Coaster | Vekoma            | 1999 | Loup-Garou Zone |
| Cobra         | 35,5                | 75,6                    | 285              | Boomerang                 | Vekoma            | 2001 | Karma World     |
| Loup-Garou    | 28                  | 80                      | 1 035            | Wooden coaster            | Vekoma            | 2001 | Loup-Garou Zone |
| Pulsar        | 45                  | 101                     | 217              | Power Splash              | Mack Rides        | 2016 | Dock World      |
| Tiki-Waka     | 21                  | 55                      | 564              | Bobsled Coaster           | Gerstlauer        | 2018 | Exotic World    |
| Fun Pilot     | 9,5                 | 40                      | 190              | Force 190                 | Zierer            | 2019 | Fun World       |
| Kondaa        | 50                  | 113                     | 1 200            | Megacoaster               | Intamin           | 2021 | Exotic World    |
| Mecalodon     | 15                  | 65                      | 925              | Launch Coaster            | Gerstlauer        | 2025 | Dock World      |